# Русский романтический театр
Ру́сский романти́ческий теа́тр — передвижной балетный театр, выступавший на гастролях в странах Центральной и Западной Европы под руководством русского балетмейстера Б. Г. Романова и его супруги балерины Е. А. Смирновой. Создан в Берлине в 1922 году (по некоторым источникам в 1921 году). В основной состав гастрольной труппы входили Б. Г. Романов, Е. А. Смирнова, Е. Э. Крюгер и А. Н. Обухов.
А. А. Васильев сообщает, что театр Романова открылся 15 октября 1922 года на Фридрихштрассе, 218, у станции метро Кохштрассе, где впоследствии расположится печально известный Чекпойнт Чарли.

## Названия и даты
Согласно Ноэль Манн, в письме от 29 августа 1922 года, сохранившемся в архиве С. С. Прокофьева, фигурирует первое название труппы — Русский театр, которое вскоре заменилось на Русский романтический театр. А. А. Соколов-Каминский в своей статье называет труппу Романова как Русский романтический балет, указывая, что театр гастролировал в течение 5 лет, т. е. в 1922—1926 годах. В отличие от данных Соколова-Каминского, B. М. Паппе и Большая российская энциклопедия указывают, что Русский романтический театр Романова существовал с 1921 по 1926 год.
В программе спектаклей за март 1926 года на гастролях в Турине указано, что театр возник в 1922 году. Там же фигурируют два названия труппы — Русский романтический театр (итал. Il Teatro Romantico Russo) и Театр русских романтических балетов (итал. Il Teatro dei Balletti Romantici Russi).

## История создания
До Октябрьской революции 1917 года один из создателей и руководителей Русского романтического театра Б. Г. Романов активно занимался постановочной деятельностью в различных театрах Санкт-Петербурга — Петрограда, которую начал в качестве заведующего хореографической частью в Литейном театре в 1911 году и с 1914 года продолжал как балетмейстер Мариинского театра. В театре-кабаре «Бродячая собака», затем в его преемнике «Привале комедиантов» ставил развлекательные пантомимы, танцевальные фантазии, сценки, интермедии. Покинув навсегда Советскую Россию в 1920 или в 1921 году, Романов задумал создать в Берлине аналог Русского балета Дягилева.
Русский романтический театр был создан в 1922 году в Берлине на средства А. Е. Шайкевича. Согласно Ноэль Манн, средства для создания Русского театра поступили от Гучкова, доверившего его управление танцовщице Эльзе Крюгер (Елизавета Эмильевна Крюгер — Elsa Krüger или Krueger; 1893, Харьков — 1941?). Помимо Эльзы Крюгер и Бориса Романова, исполнявшего партии в спектаклях театра, в главный состав труппы вошли также Е. А. Смирнова и А. Н. Обухов, а при основании всего насчитывалось около 50 танцовщиков. Театр представлял балетные и оперные спектакли, пантомиму, устраивал концерты русской камерной музыки. Репертуар театра состоял в основном из одноактных балетов «Пир Гудала», «Пастораль» Глюка, «Арлекинада» Дриго, «Картинки боярской свадьбы». Обосновавшись в Берлине, труппа выезжала на гастроли, в частности в 1924 году семь недель давала представления в лондонском Колизее. А. Н. Попов писал, что Русский романтический театр «был очень популярен у эмигрантов и немцев», а его наиболее значительной постановкой на берлинской сцене была «Жизель».
В программе гастролей Русского романтического балета в Турине Борис Романов и Эльза Крюгер обозначены как основатели труппы, а в качестве ещё одной прима-балерины указана Анна Эчби (Anna Achby), оркестром руководил дирижёр Ефрем Курц. Декорации готовил Павел Челищев. Художники по костюмам — Лев Зак, Филипп Гозиасон (Hossiasson) и Вольдемар Боберман (Boberman).
В 1924 году Борис Романов заказал Сергею Прокофьеву ныне малоизвестный камерный цирковой балет «Трапеция», премьера которого состоялась в 1925 году в немецком городе Гота. В марте 1926 года этот балет показывали в Турине.

## Прекращение деятельности
Финансовая сторона предприятия Романова не отличалась успехом. Гастроли в Лондоне не были удачны, театр находился на грани краха. За лондонским несчастьем последовало ещё более катастрофическое турне по Испании, после которого Гучков решил сократить количество танцовщиков до 30. В октябре 1924 года Романов писал Прокофьеву, что может лишь частично оплатить заказ по балету «Трапеция». Композитор морально был готов к этому, заранее предполагая такой поворот дела. Позже, весной 1925 года, финансовые проблемы балетмейстера были значительно усугублены серьёзной болезнью супруги — прима-балерины Елены Смирновой.
Если предположить, что на фотографиях спектаклей в Турине на сцене присутствовали все участники, то их общее количество было около 20 человек. По возвращении из Турина в Берлин танцовщики покинули труппу. Так в 1926 году Русский романтический театр прекратил своё существование.

## Постановки
- 1925 — «Трапеция» Сергея Прокофьева
- 1925 — «Посвящение Шуберту» на музыку Сергея Прокофьева
- 1925 — «Петрушка»[4]